# Нойштадт-бай-Кобург
Нойштадт-бай-Кобург (нім. Neustadt bei Coburg) — місто в Німеччині, розташоване в землі Баварія. Підпорядковується адміністративному округу Верхня Франконія. Входить до складу району Кобург.
Площа — 61,90 км2. Населення становить 14 995 ос. (станом на 31 грудня 2020).